# قرن المنازل
قرن المنازل بِفَتْحِ الْقَافِ وَسُكُونِ الرَّاءِ، وَآخِرُهُ نُونٌ، ميقات الحج لأهل نجد ، ويسمى الآن السيل الكبير، وموقعه شمال مدينة الطائف ويبعد عنها 55 كم ويبعد عن مكة المكرمة 75 كم.

## نبذة عن السيل الكبير
قَالَ ابْنُ إسْحَاقَ: فَسَلَكَ رَسُولُ اللَّهِ صَلَّى اللَّهُ عَلَيْهِ وَسَلَّمَ - يَعْنِي طَرِيقَهُ إلَى الطَّائِفِ - عَلَى نَخْلَةَ الْيَمَانِيَّةِ، ثُمَّ عَلَى قَرْنٍ، ثُمَّ عَلَى الْمُلَيْحِ، ثُمَّ عَلَى بَحْرَةِ الرُّغَاءِ مِنْ لَيَّةَ، فَابْتَنَى بِهَا مَسْجِدًا فَصَلَّى فِيهِ.

### السيل الكبير (قرن المنازل)
ذكرها عاتق البلادي في معجم معالم الحجاز (ص.863): “السَّيْل الكَبِير: بلدة بين نخلتين الشامية واليمانية في حزم مرتفع غير أن عمرانها قد يمتد في قرن المنازل من نخلة الشاميّة، يمر فيها طريق الطائف إلى مكة المار بنخلة اليمانية، المسمى طريق اليمانية، تبعد عن مكة ثمانين كم شرقًا، وعن الطائف 53 كم شمالًا غربيًا، كانت تُعرف بقرن المنازل وهي ميقات أهل نجد ومن مر بها من غيرهم، ويطلق اسم قرن اليوم على الوادي في أعلاها إلى المحرم على طريق الطائف المار بالهدأة، الوادي قرن والبلدة السيل الكبير”.

## التحديد والتوقيت
عن ابن عباس -رضي الله عنهما- قال: وقت رسول الله - صلى الله عليه وسلم- لأهل المدينة ذا الحليفة ولأهل الشام الجحفة ولأهل نجد قرن المنازل ولأهل اليمن يلملم فقال: ((هن لهن ولمن أتى عليهن من غير أهلهن لمن كان يريد الحج أو العمرة فمن كان دونهن فمهله من أهله وكذلك حتى أهل مكة يهلون منها)). رواه البخاري ومسلم.

## تحقيقات تاريخية
تحقيقات تاريخية عن ميقات قرن المنازل كتبها المؤرخ حمد الجاسر يتناول المقال عددًا من الحقائق التاريخية عن ميقات قرن المنازل في صحيفة أم القرى بالعدد 1027

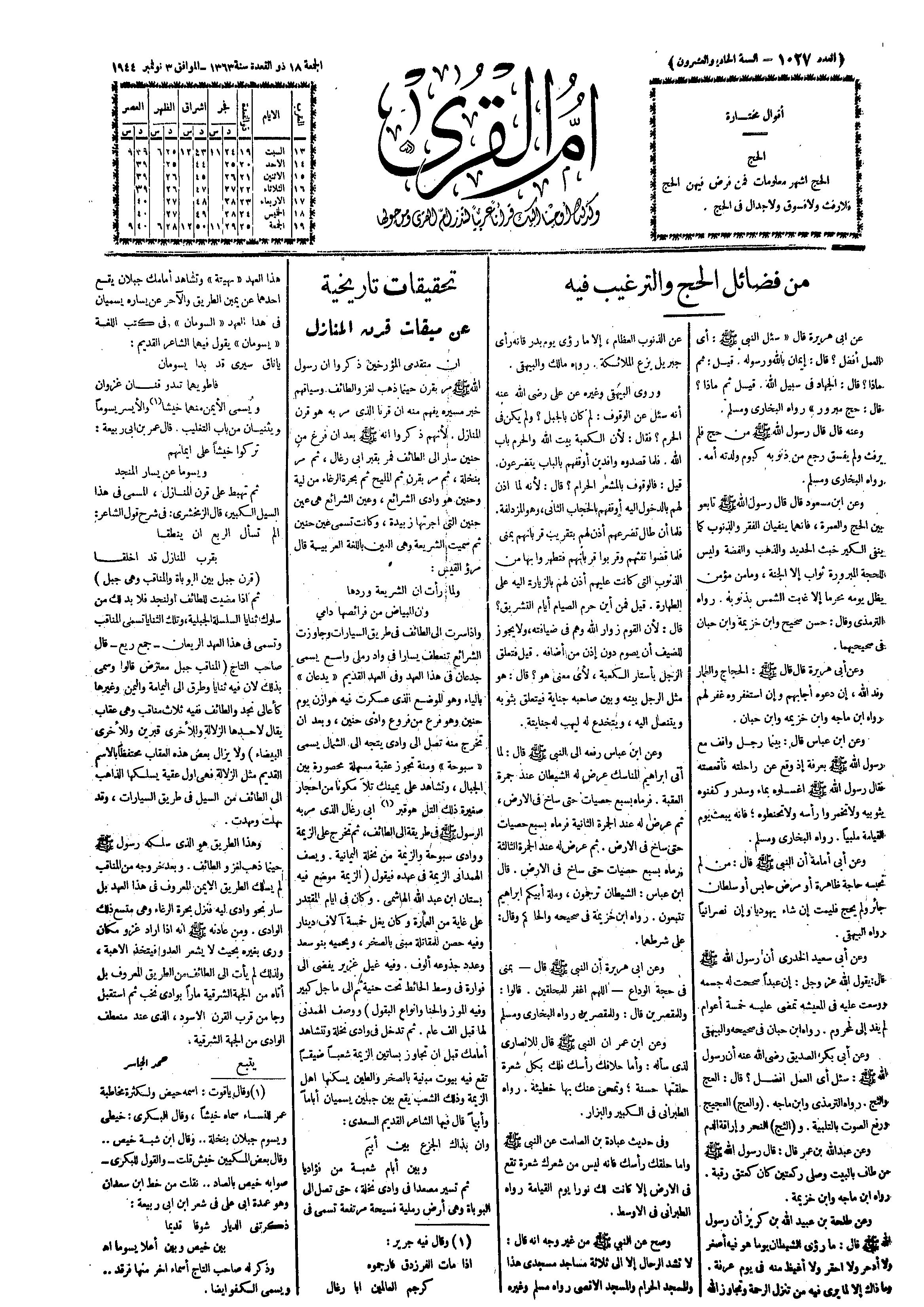
Caver NO.1027 of um al-qura (newspaper)

سنة الإصدار : الحادية والعشرون
التاريخ الهجري : 1363-11-18
التاريخ الميلادي : 03-11-1944